# مرمز تلقائي
المُرمِّز التلقائي هو نوع من الشبكات العصبوينة الاصطناعية المستخدمة لتعلم الترميز الفعال للبيانات غير المسماة (تعلم غير مراقب). يتعلم المرمز التلقائي وظيفتين: وظيفة الترميز التي تحول بيانات الإدخال، ووظيفة فك الترميز التي تعيد إنشاء بيانات الإدخال من التمثيل المرمز. يتعلم المرمز التلقائي تمثيلاً فعالاً (ترميزًا) لمجموعة من البيانات، وذلك لتقليل الأبعاد.